# Vardal Idrettsforening
Il Vardal Idrettsforening è una società calcistica norvegese con sede nella città di Gjøvik. Milita nella 4. divisjon, la quinta divisione del campionato norvegese. La squadra gioca le partite casalinghe al Vardal Idrettspark.

## Storia
Ha partecipato alla Norgesserien 1937-1938, 1938-1939 e 1939-1940.